# Josep Urdeix i Dordal
Josep Urdeix i Dordal (Barcelona, 22 de desembre de 1940 – 26 d’agost de 2022), va ser un diaca, estudiós i promotor de la renovació litúrgica del Concili Vaticà II.
Va néixer a barri d’Horta de Barcelona. Va ser ordenat diaca el 1981. Estava casat, amb tres filles i vuit nets. Va dedicar una atenció particular al món teatral: entre moltes altres tasques, va ser gerent i promotor d’espectacles teatrals, i va exercir la crítica teatral al diari El Correo Catalán, El Ciervo i Foc Nou.

## Activitat religiosa
Quan fou ordenat diaca, el Cardenal Jubany li confià l’atenció a les celebracions diocesanes més rellevants. Això es concretà en la seva intervenció en totes les ordenacions durant el seu episcopat, en la preparació acurada de la missa crismal cada any, en l’organització de les ordenacions episcopals que va haver a Barcelona en aquels anys, en les grans solemnitats d’obertura i conclusió dels Anys jubilars del 1983 –Any de la Redempció–, del 1987 –Any Marià– i 2000 –Gran Jubileu de l’Encarnació–. També va participar en la preparació i celebració de la missa dominical al Camp Nou, en la memorable visita del papa Joan Pau II a Barcelona el dia 7 de novembre del 1982.
Des de 1961 fins al dia de la seva mort, va ser membre del Centre de Pastoral Litúrgica (CPL), del qual va ser president del 2002 al 2008. Va formar part del Consell de la revista Phase des de 1963 de la qual va ser director de 2002 al 2009. Impulsor el 1995 i director fins al 2020 de la col·lecció Cuadernos Phase. D’aquesta col·lecció, no només en va ser el director, sinó que, en molts casos, editava i traduïa al castellà obres clàssiques del moviment litúrgic, com també textos majors del magisteri pontifici i conciliar.
Amb la seva vinculació al CPL continua la seva relació i la seva formació autodidàctica en els camps de la teologia i la pastoral litúrgica juntament amb Pere Tena i Garriga, Joan Bellavista i Ramon, Pere Farnés Scherer, i altres membres de l’entitat.
El 1973, l'Institut de Litúrgia de Barcelona li encarregà una assignatura que compaginava perfectament les seves dues passions, el teatre i la litúrgia: «Qüestions comunes de llenguatge i expressió ritual». Va ser professor de litúrgia fonamental a l'Institut de Teologia de Barcelona en el període 1982-1997. Va ser delegat de pastoral sacramental i litúrgia de l'Arxidiòcesi de Barcelona (1993-2000). La Conferència Episcopal Tarraconense el va nomenar secretari general del III Congrés Litúrgic de Montserrat (1990).
Entre 1982 i 1992, va ser el coordinador de la Missa de La 2 de TVE Catalunya, on servia a l’altar fent equip amb el prevere Joaquim Martínez Roura. De fet, va ser-ne l’iniciador, quan van començar les emissions en català aquell històric 10 d’octubre de 1982. L’esforç que va suposar durant molts anys no és prou conegut, però la seva empremta va marcar aquest programa d’una manera decisiva. Les entrevistes amb els directors de les corals per determinar els cants eren una part important i educativa del sentit d’aquest element, amb una fidelitat total als principis de l’Ordenament General del Missal Romà.
Durant els últims 20 anys va conviure amb la malaltia de Parkinson. Morí a Barcelona el 26 d’agost de 2022.